# Boroline
O Boroline é um creme antisséptico de venda livre vendido na Índia pela G. D. Pharmaceuticals. O creme é comercializado como uma solução natural e ayurvédica para vários problemas de pele, como cortes, lábios rachados, pele áspera e infecções.
O produto tem suas origens no movimento Swadeshi [en], predominante na Índia na década de 1920. Produzido pela primeira vez em 1929 por Gour Mohan Dutta, o produto ganhou popularidade por ter sido um dos primeiros cremes antissépticos a ser fabricado na Índia. Dutta estrategicamente comercializou o Boroline como um reflexo da cultura bengali, explorando os sentimentos nacionalistas. A embalagem do creme em tubos verdes com o logotipo de um elefante permitiu que ele fosse facilmente identificado pelos consumidores, especialmente os das áreas rurais. Após a independência, a empresa enfrentou a concorrência, mas se adaptou por meio de esforços de branding e marketing, incluindo o patrocínio de eventos. Apesar de desafios como a interrupção da produção, o Boroline ainda está em circulação em 2024, e a marca foi responsável por mais de 60% da receita da empresa controladora em 2016. Ele mantém uma presença significativa na cultura bengali e é conhecido por evocar um sentimento de nostalgia entre os membros da comunidade.

## História
A história do Boroline remonta à década de 1920 na Índia, durante o auge do movimento Swadeshi, que defendia a autarquia e a redução da dependência das importações do Império Britânico. Gour Mohan Dutta, um comerciante bengalês que comercializava cosméticos importados, aderiu ao movimento Swadeshi para criar alternativas feitas localmente com a ajuda de sua esposa. Uma de suas misturas, um creme antisséptico feito com uma mistura de ácido bórico e óleo, atraiu muita atenção e esgotou-se rapidamente nos mercados de Burrabazar [en], onde ele vendia seus produtos. Reconhecendo o potencial de sua formulação, Dutta fundou oficialmente a G. D. Pharmaceuticals em 1929 e batizou o produto de Boroline. O nome é derivado de boro (abreviação de ácido bórico) e -oline do latim oleum (traduzido como “óleo”). Comercializado em tubos verdes característicos adornados com o logotipo de um elefante, simbolizando força e prosperidade e inspirado na divindade hindu Ganesha, o Boroline rapidamente ganhou popularidade entre os consumidores indianos, tornando-se um produto básico nos lares de Bengala.

## Marketing
Logo no início, Dutta posicionou o Boroline como um produto que era parte integrante da cultura bengali. Ele só veiculava anúncios do produto na língua bengali e tinha como alvo os principais eventos bengalis, como o Durga Puja. Como resultado, o produto passou a ser associado aos sentimentos nacionalistas predominantes na época. No início da década de 1920, era considerado um motivo de orgulho usar o Boroline fabricado localmente em vez de outros cremes estrangeiros similares. Em 1947, durante as comemorações do Dia da Independência, a G. D. Pharmaceuticals publicou um anúncio em jornais nacionais que distribuía cupons para tubos gratuitos de Boroline. Foi relatado que mais de 100.000 tubos do creme antisséptico foram distribuídos como parte da promoção.
Após a independência da Índia, o produto passou a sofrer uma concorrência significativa de falsificações e produtos de imitação produzidos internamente. O conglomerado multinacional indiano Emami [en] lançou um produto chamado BoroPlus que foi endossado pelo ator Amitabh Bachchan e sua esposa Jaya Bachchan [en]. Em resposta, a G. D. Pharmaceuticals investiu pesadamente em publicidade. Ao mesmo tempo, a empresa também alterou agressivamente sua marca para se manter atualizada. O foco foi estabelecer o Boroline como o creme antisséptico “original” na Índia. Uma agência de publicidade foi contratada para escrever um jingle para a propaganda do Boroline em Bengala Ocidental e na Índia. O jingle resultante, escrito por Rituparno Ghosh [en], foi o “Bongo jiboner ongo” (বঙ্গ জীবনের অঙ্গ), que dava a entender que o creme era parte integrante da vida bengali.
Desde a década de 1950, a empresa era administrada pelo filho do fundador, Murari Mohan Dutta. Ele teve a ideia de patrocinar eventos esportivos e festivais na Índia. Em 1982, a Boroline se tornou um dos primeiros patrocinadores da Jawaharlal Nehru International Football Gold Cup (que se tornou a Copa Nehru [en]), um dos primeiros eventos a ser transmitido em cores para toda a Índia. A empresa se tornou uma presença permanente em eventos esportivos e festivais, torcendo pelos jogadores e organizando campanhas nas ruas durante os festivais. Como resultado desses esforços de marketing, as vendas do Boroline dobraram e a marca ganhou um reconhecimento significativo e fidelidade à marca. Mesmo em áreas rurais, onde a maioria das pessoas não conseguia ler os anúncios, o creme era conhecido como haatiwala cream (creme com o elefante) devido à embalagem icônica da empresa e ao logotipo do elefante.

## Produto
O Boroline é uma combinação do ácido bórico antisséptico, do óxido de zinco adstringente e protetor solar e da lanolina emoliente, e é comercializado pela G. D. Pharmaceuticals como uma solução natural e ayurvédica para vários problemas de pele, como cortes, lábios rachados, pele áspera e infecções. Apesar de uma interrupção temporária da produção na década de 1990 devido a regulamentações de preços do governo, o Boroline continua disponível para os consumidores em 2024, mantendo sua icônica embalagem verde. Durante a Segunda Guerra Mundial, a empresa fez uma transição temporária para uma embalagem alternativa, mas incluiu uma nota nesses recipientes, assegurando aos clientes em cada embalagem que, apesar da mudança, a qualidade e a quantidade dos ingredientes permaneciam consistentes.
A empresa opera duas fábricas em Chakbagi, Bengala Ocidental, e na área industrial de Mohun Nagar, Gaziabade, responsáveis pela produção de Boroline. Em 2016, o Boroline contribuiu para mais de 60% das vendas da empresa. Em 2021, a empresa registrou mais de US$ 31,7 milhões em vendas e US$ 10,1 milhões em lucros.

## Na cultura popular
O Boroline é considerado um elemento básico da cultura bengali. O produto tem sido usado por várias gerações de pessoas na comunidade bengali, levando a uma piada interna que afirma que o Boroline pode curar quase tudo. Em 2016, Sawan Dutta [en] publicou um vlog intitulado “Ode to Boroline”, no qual ela cantava sobre as várias maneiras pelas quais os bengalis usam o creme. Muitos dos comerciais e produtos associados vendidos pela G. D. Pharmaceuticals evocam uma sensação de nostalgia entre os membros da comunidade.